# Sidusa pallida
Sidusa pallida là một loài nhện trong họ Salticidae.
Loài này thuộc chi Sidusa. Sidusa pallida được Frederick Octavius Pickard-Cambridge miêu tả năm 1901.